# Chugcreek
Chugcreek és una concentració de població designada pel cens dels Estats Units a l'estat de Wyoming. Segons el cens del 2000 tenia 132 habitants.

## Demografia
Segons el cens del 2000, Chugcreek tenia 132 habitants, 45 habitatges, i 41 famílies. La densitat de població era de 26,4 habitants/km².
Dels 45 habitatges en un 42,2% hi vivien nens de menys de 18 anys, en un 80% hi vivien parelles casades, en un 8,9% dones solteres, i en un 6,7% no eren unitats familiars. En el 6,7% dels habitatges hi vivien persones soles el 4,4% de les quals corresponia a persones de 65 anys o més que vivien soles. El nombre mitjà de persones vivint en cada habitatge era de 2,93 i el nombre mitjà de persones que vivien en cada família era de 3.
Per edats la població es repartia de la següent manera: un 31,1% tenia menys de 18 anys, un 5,3% entre 18 i 24, un 26,5% entre 25 i 44, un 27,3% de 45 a 60 i un 9,8% 65 anys o més.
L'edat mediana era de 41 anys. Per cada 100 dones de 18 o més anys hi havia 102,2 homes.
La renda mediana per habitatge era de 56.447 $ i la renda mediana per família de 56.447 $. Els homes tenien una renda mediana de 50.139 $ mentre que les dones 22.500 $. La renda per capita de la població era de 20.940 $. Cap de les famílies estaven per davall del llindar de pobresa.

## Poblacions més properes
El següent diagrama mostra les poblacions més properes.